# Serge Ducosté
Serge Ducosté (Port-au-Prince, 4 febbraio 1944 – Port-au-Prince, 5 luglio 2024) è stato un calciatore haitiano, di ruolo difensore.

## Carriera

### Club
In patria giocò tra le file dell'Aigle Noir. Durante il periodo di militanza con l'Aigle Noir, fece parte della spedizione haitiana ai Mondiali tedeschi del 1974.

### Nazionale
Vestì la maglia di Haiti in quattordici occasioni, partecipando con la sua Nazionale ai Mondiali tedeschi del 1974, giocando uno dei tre incontri disputati dalla sua nazionale.
Il suo primo incontro in Nazionale avvenne il 23 novembre 1968 nella vittoria haitiana per 4-0 contro Trinidad e Tobago mentre l'ultimo lo disputò durante i mondiali tedeschi, nella sconfitta dei Les Grenadiers del 23 giugno 1974 per 4-1 contro l'Argentina.

## Palmarès

### Nazionale
- Campionato CONCACAF: 1

Haiti 1973